# 劉易從 (明朝)
劉易從（1535年—1600年），字簡之，號右川，河南衛輝府汲縣人，民籍，明朝政治人物。

## 生平
河南鄉試第四十七名舉人。嘉靖四十四年（1565年）中式乙丑科三甲第二百三十七名進士。刑部观政，四十五年二月授威县知县，闰十月调遵化县，生性节俭，被人称作“刘青菜”。隆慶三年（1569年）四月升南户部主事，五年三月调户部，十二月升员外，六年七月升四川司郎中，十一月差仪真儧運（催儧白粮并漕运京储），万历三年（1575年）二月升兖州知府，九月丁忧。八年八月復除武昌府，刑清政简，能决疑狱，民有刘明月之谣。十一年十一月升辽东兵备副使，十三年闰九月升右参政兼佥事，照旧管事，十五年七月患病致仕。十六年十月酌量起用，二十一年二月起补陕西右参政，七月升陕西临巩兵备按察使，二十三年四月升四川右布政使，二十五年升山东左布政，二十七年闰四月升都察院右副都御史、巡抚山东，卒于官。其自赞有云：蓟曰青菜，鄂曰明月，两地民谣，一生宦业。

## 家族
曾祖劉鑑；祖父劉英；父劉仲得，累封郎中贈左布政；母袁氏，累封宜人贈夫人。兄劉易知。